# Народження чорного місяця
Народження чорного місяця (Black Crescent Moon) — кінофільм режисера Адама Пертофскі, що вийшов на екрани в 2008 році.

## Зміст
Дія фільму відбувається в глухому невеликому місті. Інформація про події, що сталися тут, розлітається швидше вітру. Вбивство, здійснене за загадкових обставин, змушує вулиці вирувати. Місцевий шериф йде по сліду, який приводить його в самі неблагополучні райони, сповнені своїх таємниць і прихованих небезпек.

## Ролі
| Актор           | Роль |
| --------------- | ---- |
| Вільям Атертон  | -    |
| Джоенн Барон    | -    |
| Джил Беллоуз    | -    |
| Боб Бледсо      | -    |
| Брент Бріско    | -    |
| Ерік Браскоттер | -    |
| Д.В. Моффетт    | -    |
| Мередіт Монро   | -    |
| Нат Муні        | -    |
| Чарльз Неп'єр   | -    |

## Знімальна група
- Режисер — Адам Пертофскі
- Сценарист — Декстон Деборі, Адам Пертофскі
- Продюсер — Пітер Бакстер, Декстон Деборі, Роберт Енрікез
- Композитор — Стейсі Херш